# Gülenrörelsen
Gülenrörelsen, (turkiska: Gülen hareketi), även känd som Hizmet eller Cemaat, är en social, religiös och politisk rörelse med otydliga konturer. Rörelsen är sunniislamsk och stöder demokrati som styrelseform. Den finns främst i Turkiet men också i många andra länder. Rörelsens ledare var Fethullah Gülen (1941-2024) från Turkiet som sedan 1999 bodde i exil i Pennsylvania, men hans roll var oklar. Han såg sig själv snarast som inspiratör.
Gülenrörelsen bedriver välgörenhetsorganisationer och humanitära hjälporganisationer som är transnationellt aktiva. Den ledande bland dem är den Istanbul-baserade Kimse Yok Mu Association (KYM). KYM har specialstatus hos FN-organet ECOSOC.
Det är svårt att veta antalet sympatisörer till rörelsen, eftersom man inte går in i den som medlem och den snarare utgör ett mera löst organiserat nätverk. Man har dock uppskattat sympatisörerna till flera miljoner, främst i Turkiet, men även i många andra länder.[källa behövs] Gülenisterna har etablerat många skolor, utöver i Turkiet bland annat i USA, Tyskland, Kanada och andra länder med stor turkisk befolkning. Man tror också att gülenisterna har innehaft viktiga positioner i Turkiets polisväsende och rättsväsende. Politiska analytiker i såväl Turkiet som andra länder menar att Gülen har sympatisörer i det turkiska parlamentet och att hans rörelse kontrollerade den viktiga islamiska konservativa tidningen Zaman liksom flera banker, tv-stationer och andra företag.
Gülenörelsen samarbetade i början av 2000-talet med det blivande regeringspartiet AKP. Båda rörelserna önskade större möjligheter för den enskilde att offentligt uttrycka sin religiösa tillhörighet i det strängt sekularistiska Turkiet. Med tiden uppstod en allt djupare klyfta mellan gülenisterna och AKP. I mars 2016 tog den turkiska regeringen kontrollen över Zamans redaktionslokaler. Tidningen beskylldes för oegentligheter, men aktionen ses som en del av den pågående konflikten mellan president Erdoğan  och Gülen. Liknande åtgärder har även drabbat en av tv-stationerna. Efter militärens misslyckade kuppförsök i juli 2016 anklagades rörelsen för att ligga bakom detsamma, men utan att några konkreta bevis lades fram. Fethullah Gülen fördömde kuppen och förnekade all inblandning i den.
Efter kuppförsöket har regeringen låtit stänga alla skolor som drevs av rörelsen. Många statsanställda har blivit avskedade efter misstänkt samröre med eller sympatier för Gülenrörelsen.

## Rörelsens inriktning
Rörelsen sägs vara pacifistisk. Själva beskriver de sig som moderat islamistiska, teknikvänliga och toleranta men vill tona ner sitt politiska budskap. Fethullah Gülen menar att Koranen måste tolkas i ett sammanhang; och när sammanhanget ändras måste också tolkningen ändras. De försöker samtidigt bevara Atatürks stat, men beskrivs av kemalisterna som islamister.